# Stanisław Wybraniec
Stanisław Wybraniec (ur. 23 października 1936 w Kisielowie, w powiecie cieszyńskim, zm. 7 czerwca 2009 w Warszawie) – polski geolog i geofizyk, specjalista w zakresie badań geoelektrycznych oraz metod interpretacji wyników badań geofizycznych. 

## Młodość
Ojciec był nauczycielem.
Do szkoły podstawowej uczęszczał w Kisielowie i Skoczowie. W latach 1950–1954 uczył się w Liceum Ogólnokształcącym w Cieszynie.
Po otrzymaniu matury w 1954 wstąpił na Akademię Górniczo-Hutniczą w Krakowie, na Wydział Geologiczno-Poszukiwawczy. Studia wyższe ukończył w 1960 z dyplomem magistra inżyniera geologii, ze specjalnością geologii złóż kruszcowych.

## Praca
Od lutego 1960 do lipca 1963 pracował w Przedsiębiorstwie Poszukiwań Geofizycznych w Warszawie, najpierw jako stażysta, a następnie jako starszy inżynier interpretator.
W lipcu 1963 przeszedł do Instytutu Geologicznego w Warszawie, do Zakładu Geofizyki. Zajmował się tam badaniami geoelektrycznymi. Nadzorował prace geoelektryczne, prowadzone przez Przedsiębiorstwo Poszukiwań Geofizycznych na zlecenie Instytutu.
W 1964 otrzymał stanowisko starszego asystenta, a w 1973 - adiunkta naukowo-badawczego. W 1967 otrzymał uprawnienia Centralnego Urzędu Geologii do kierowania badaniami geofizycznymi (wraz z projektowaniem i dokumentowaniem tych badań) z wyłączeniem badań sejsmicznych i geofizyki wiertniczej. W styczniu 1977 został kierownikiem Pracowni Geoelektryki IG.
Po obronie pracy Obraz geoelektryczny rejonu Strzegom-Sobótka i jego interpretacja geologiczna przy wykorzystaniu metod statystyki matematycznej w 1980 otrzymał stopień doktora nauk przyrodniczych. 
W maju 1985 został kierownikiem Zakładu Geofizyki IG. Jednocześnie kierował zorganizowaną przez siebie Pracownią Metod Interpretacji. Po kilku latach zrezygnował z kierowania Zakładem. 
Zainteresował się technikami komputerowymi stosowanymi na Zachodzie i zajął się ich wykorzystaniem w Polsce. Prace prowadził w dwóch kierunkach: (1) zastosowania metod komputerowych do transformacji danych geofizycznych (pól potencjalnych, a zwłaszcza pola grawitacyjnego i magnetycznego) dla potrzeb interpretacji geologicznych, oraz (2) nowych sposobów prezentacji wyników w postaci rzeźby cieniowanej.
Przydatność transformacji i wizualizacji map pól potencjalnych w rozwiązywaniu problemów geologicznych wykazał w rozprawie habilitacyjnej Transformations and visualization of potential field data, przedstawionej w kwietniu 2001 w Instytucie Geofizyki PAN. Po uzyskaniu stopnia doktora habilitowanego został mianowany docentem w Państwowym Instytucie Geologicznym.
Stanisław Wybraniec uczestniczył w opracowaniu szeregu generalnych programów badawczych, takich jak Podstawowe problemy głębokich badań geofizycznych i geologicznych obszaru Polski, czy Program geologicznych badań regionalnych w Polsce — Paleozoiczna Akrecja Polski. Był również współautorem opracowania Kompleksowa interpretacja grawimetryczno-magnetyczna Polski zachodniej z 1998, za które Zespół pod kierunkiem Elżbiety Cieśli otrzymał Nagrodę Specjalną Dyrektora Państwowego Instytutu Geologicznego. Był też inicjatorem półszczegółowego zdjęcia magnetycznego Polski oraz banku danych magnetycznych. 
Dzięki współpracy z firmą GETECH z Leeds doprowadził do ujednolicenia danych magnetycznych z obszaru Polski i włączenia Instytutu do Wschodnioeuropejskiego Projektu Magnetycznego (Eastern Europe Magnetic Project). Jego znaczącym osiągnięciem były kompilacja i opracowanie nowej cyfrowej mapy grawimetrycznej Europy, a także mapy strumienia cieplnego Europy, uwzględniającej poprawki paleoklimatyczne
Stanisław Wybraniec utrzymywał liczne kontakty międzynarodowe. W 1968 zapoznał się we Francji z aparaturą i metodami interpretacji sondowań magnetotellurycznych. W czasie pobytu w Finlandii (1971), Bułgarii (1974) i Czechosłowacji (1976) studiował zastosowanie metod geofizycznych do poszukiwań surowców stałych. W latach 1980. i 1990. utrzymywał ożywioną współpracę z Amerykańską Służbą Geologiczną.
Brał też udział w wielu projektach międzynarodowych, takich jak EUROPROBE-TESZ, PANCARDI, GEORIFT, EUROBRIDGE, CELEBRATION 2000, Atlas Południowego Basenu Permskiego oraz, we współpracy polsko-litewsko-białoruskiej, w badaniach kratonu wschodnioeuropejskiego.
W grudniu 2006 przeszedł na emeryturę.
Po przejściu na emeryturę włączył się w prace badawcze nad modelowaniem grawimetrycznym własności skorupy i płaszcza Ziemi na obszarze Europy Centralnej. Współpracował z Instytutem Geofizyki PAN i Instytutem Geofizyki UW. W związku z opublikowaniem nowej mapy głębokości Moho pod Europą zainicjował studia nad powiązaniem kształtu geoidy z regionalną topografią i kształtem powierzchni Moho płyty europejskiej’
Zmarł nagle 7 czerwca 2009.

## Wybrane publikacje
- Królikowski Cz. & Wybraniec S., 1996, Mapy grawimetryczne i magnetyczne Polski. Inst. Geoph. Pol. Acad. Sc.: 82–92..
- Wybraniec S., 1997, Obrazy wektorowe - nowy sposób przedstawiania danych. Pos. Nauk. Państw. Inst. Geol., 53: 42.
- Wybraniec S., Zhou S., Thybo H., Forsberg R., Perchuć E., Lee M. & Demianov G.D. 1998, New compiled of Europe’s gravity field. Eos, 79: 437–439.
- Wybraniec S., Jankowski J., Ernst T., Pecova J. & Praus O., 1999—A new method for presentation of induction vector distribution in Europe. Acta Geoph. Pol., 47: 323–334.
- Lee M.K., Wybraniec S., Thybo H., Williamson J., Banka D. & Wonik T., 1999, Regional tectonic framework of the Trans-European Suture Zone from gravity and magnetic data. Rom. J. Tect. Reg. Geol., 77.
- Wybraniec S., Perchuć E., Thybo H., Jankowski J., Ernst T., Praus O. & Pecova J., 2006, New views of selected European geophysical fields. Rom. J. Tect. Reg. Geol., 77: 76–77.
- Majorowicz J. & Wybraniec S., 2009, Zmiany strumienia cieplnego Europy w skali regionalnej i głębokościowej i ich wpływ na szacowanie zasobów energii geotermicznej głębokich zamkniętych systemów typu EGS (Enhanced Geothermal Systems). Prz. Geol., v. 57, Warszawa.

## Źródła
- Burchart G., Grad M, Krysiński L, 2010, Stanisław Wybraniec 1936-2009, Przegl. Geol., Wspomnienia, v. 58, nr 4, s. 294-297, Warszawa.
- Majorowicz J., 2010, Kilka wspomnień o Staszku …, Przegl. Geol., v. 58, nr 4, s. 297-298, Warszawa.